# Бубновский, Никита Дмитриевич
Никита Дмитриевич Бубновский (укр. Микита Дмитрович Бубновський; 1 (14) сентября 1907, с. Маньковцы, Межировская волость, Литинский уезд, Подольская губерния, Российская империя — 9 октября 1997, Киев, Украина) — советский украинский партийный и государственный деятель. Герой Социалистического Труда (1951).

## Биография
Родился 1 (14) сентября 1907 в селе Маньковцы Межировской волости Литинского уезда Подольской губернии Российской империи (ныне село в составе Севериновской сельской общины Жмеринского района Винницкой области Украины), в семье крестьянина-бедняка. Окончил агротехпрофшколу, в 1930 году окончил Винницкий сельскохозяйственный институт.
- В 1930—1931 годах — директор, агроном Машинно-тракторной станции на Винница.
- В 1931—1933 годах — аспирант Украинского НИИ зернового хозяйства в Харькове.
- В 1933—1941 годах — на руководящей работе в сельском хозяйстве Киевской и Одесской областей, работал агрономом, заведующим Шполянским районным земельным отделом (Киевской области).
- С 1939 – член ВКП(б).
- В 1941—1943 годах — агроном машинно-тракторной станции, заведующий районным земельным отделом (Саратовская область РСФСР).
- В 1944—1950 года — 1-й секретарь Шполянского райкома КПУ Киевской области
- 17 мая 1950 — 30 мая 1951 — председатель исполкома Киевского областного Совета депутатов трудящихся.
- С 3 апреля 1951 по 3 июня 1952 года — заместитель председателя Совета Министров УССР.
- В мае-сентябре 1952 года — секретарь ЦК КПУ.
- С сентября 1952 по апрель 1954 года — 1-й секретарь Винницкого областного комитета КПУ.
- С 26 марта 1954 по 28 марта 1963 года — секретарь ЦК КПУ.
- С 1963 по декабрь 1964 года — 1-й секретарь Хмельницкого сельского областного комитета КПУ.
- С декабря 1964 по март 1972 года — 1-й секретарь Хмельницкого областного комитета КПУ.
- С 1972 по 1978 год — на руководящих должностях в министерстве сельского хозяйства УССР.
- С 1978 года — на пенсии.

Депутат Верховного Совета СССР II—VIII созывов, депутат Верховного Совета Украинскоц ССР III—V созывов. Кандидат в члены ЦК КПСС (1956—1971). Кандидат в члены (1949—1952), член ЦК КП Украины (1952—1976). Кандидат в члены Президиума ЦК КП Украины (26 июня 1956 — 28 марта 1963).

## Награды
- Герой Социалистического Труда (1951)
- 3 Ордена Ленина (23.1.1948; 1951)
- Орден Октябрьской революции
- 2 Ордена Трудового Красного Знамени
- Орден Знак Почета
- Орден Отечественной войны 1 степени
- Медали